# Parkia korom
Parkia korom é uma espécie vegetal da família Fabaceae.
Apenas pode ser encontrada nos Estados Federados da Micronésia.